# 第7號交響曲 (德沃夏克)
D小調第7號交響曲，作品70（布氏號141），是捷克作曲家安东宁·德沃夏克於1885年3月17日完成的作品。1885年4月22日在倫敦圣詹姆斯音樂廳首演。此曲最初作为「第二號交響曲」出版。
是其最具戲劇張力與結構嚴謹的交響作品之一，創作靈感來自1884年他在倫敦參加皇家愛樂學會演出時受到的熱烈歡迎。此曲展現他融合德意志交響傳統（尤其是布拉姆斯風格）與捷克民族元素的高超技巧。
全曲分為四個樂章，首樂章充滿緊張動機與對比發展，第二樂章展現抒情與哀愁的情感深度，第三樂章為捷克風格的詼諧曲，而終樂章則以強烈動力與民族色彩推向高潮。該曲被廣泛認為是德弗札克最嚴肅、最具藝術價值的交響曲之一。

## 分析
该部作品氛围四个乐章，演奏时长约40分钟。
1. 莊嚴的快板（Allegro maestoso）
2. 小慢板（Poco Adagio）
3. 詼諧曲（Scherzo）
4. 終曲：快板（Finale: Allegro）